# Чуварлейское сельское поселение
Чуварле́йское се́льское поселе́ние (чув. Чуварлей ял тӑрӑхӗ) — муниципальное образование в Алатырском районе Чувашской Республики Российской Федерации.
Административный центр — село Чуварлеи.

## История
Статус и границы сельского поселения установлены Законом Чувашской Республики от 24 ноября 2004 года № 37 «Об установлении границ муниципальных образований Чувашской Республики и наделении их статусом городского, сельского поселения, муниципального района и городского округа».

## Население
| 2010  | 2012  | 2013  | 2014  | 2015  | 2016  | 2017  |
| ----- | ----- | ----- | ----- | ----- | ----- | ----- |
| 1445  | ↘1429 | ↘1404 | ↘1399 | ↗1411 | ↗1424 | ↗1449 |
| 2018  | 2019  | 2020  | 2021  |       |       |       |
| ↗1453 | ↘1441 | ↘1429 | ↘1395 |       |       |       |

## Состав сельского поселения
| № | Населённый пункт | Тип населённого пункта       | Население |
| - | ---------------- | ---------------------------- | --------- |
| 1 | Санаторный       | посёлок                      | ↗25       |
| 2 | Чуварлеи         | село, административный центр | ↗1409     |
| 3 | Ялушево          | деревня                      | ↗257      |